# Зураб Шервашидзе
Зура́б Шерваши́дзе (груз. ზურაბ შარვაშიძე; д/н — після 1780) — 9-й мтаварі (князь) Абхазії в 1770—1780 роках.

## Життєпис
Походив з династії Шервашидзе. Син мтаварі Манучара I. Народився у Стамбулі, де прийняв іслам як Сураб-бей. 1730 року при поверненні батька до Абхазії залишився у Стамбулі. Після 1757 року повернувся до Абхазії, отримавши посаду бея Сухумі. Втім разом із старшим братом Манучаром II очолив спротив османам. Після смерті останнього 1770 року успадкував владу.
Стикнувся з потугою абазинського роду Дзяпш-Іпа, який зумів оволодіти землями біля сухумської фортеці та між річками Псиртсхой і Кодором. Тому фактично розділив внутрішнє управління з цим родом. Передав область Абджую своєму стриєчному брату Бекір-бею.
Зберіг союз з Кацією II, князем Мегрелії, спрямований проти Імеретинського царства і Російської імперії. був одним очільником нападу на Імеретію у грудні 1770 року, внаслідок чого було зірвано наступ російсько-імеертинських військ в Західній Грузії. 1771 року допомагав Дадіані у захисті порту Поті від наступу російського корпусу Сухотіна.
Але наступні невдачі османських військ призвели до зміни політичної орієнтації Зураба. він уклав союз із стрийком Левоном, князем Самурзакано, що був союзником Імеретії. завдяки цьому було знову відвойовано Сухумі. Проте через здобич Зураб і Левон погиркалися, наслідком цього стало захоплення турками Сухумі.
В подальшому продовжував маневрувати між Мегрелією, Імеретією і Османською імперією. У відповідь за підтримки османського загону Келеш Ахмед-бей повалив Зураба, захопивши владу. 1780 року за підтримки Левона Самурзаканського останній відвоював Абхазію, але знову швидко втратив. Потрапив у полон. Його було відправлено до Стамбулу, де страчений або помер у в'язниці.